# Kinga Achruk
Kinga Achruk, née Kinga Byzdra le 9 janvier 1989 à Puławy, est une handballeuse internationale polonaise évoluant au poste de demi-centre.

## Palmarès

### Club
compétitions internationales
- vainqueur de la Ligue des champions en 2015 (avec ŽRK Budućnost Podgorica)
- vainqueur de la coupe Challenge en 2018 (avec MKS Lublin)
- finaliste en 2014 (avec ŽRK Budućnost Podgorica)

compétitions nationales
- championnat de Pologne en 2011 (avec MKS Zagłębie Lubin), 2018 et 2019 (avec MKS Lublin)
- vainqueur de la Coupe de Pologne en 2009, 2011 et 2013 (avec MKS Zagłębie Lubin)
- championne du Monténégro en 2014, 2015, 2016 et 2017 (avec ŽRK Budućnost Podgorica)
- vainqueur de la coupe du Monténégro en 2014, 2015 et 2016 (avec ŽRK Budućnost Podgorica)

### Sélection nationale
championnats du monde
- 4e du championnat du monde 2015
- 4e du championnat du monde 2013